# Actif numérique
Un actif numérique (en anglais, digital asset) est un actif constitué par des données numériques, dont la propriété ou le droit d'usage est un élément du patrimoine d'une personne physique ou morale. Les données qui ne possèdent pas ce droit d'usage ne sont pas considérées comme des actifs.

## Dans un contexte financier
Dans ce contexte, les actifs numériques comprennent les cryptoactifs ou cryptomonnaies créés, validés, sauvegardés à l'aide d'un réseau informatique et de la communauté de ses utilisateurs et administrateurs des échanges (courtiers). Chacun des utilisateurs va jouer le rôle à la fois de serveur et de client. C’est ce qu’on appelle un système de pair à pair (ou P2P). On peut citer à titre d'exemple le Bitcoin et l’Ethereum,. 
En France, l'article L. 54-10-1 du Code monétaire et financier définit les actifs numériques, qui comprennent les cryptomonnaies, comme « toute représentation numérique d'une valeur qui n'est pas émise ou garantie par une banque centrale ou par une autorité publique, qui n'est pas nécessairement attachée à une monnaie ayant cours légal et qui ne possède pas le statut juridique d'une monnaie, mais qui est acceptée par des personnes physiques ou morales comme un moyen d'échange et qui peut être transférée, stockée ou échangée électroniquement ».
Bien qu’il existe un grand nombre de cryptoactifs en circulation, le marché est dominé principalement par le Bitcoin (876,6 milliards d’euros) qui se trouve en première place, suivi par l’Ethereum (410,5 milliards d’euros). Ces deux premiers cryptoactifs représentent près de deux tiers de la valeur totale du marché. Au 9 mai 2021, selon CoinMarketCap, il existe 5 023 cryptoactifs, ou cryptomonnaies, pour une valeur de 2 031 milliards d’euros.

## Dans un contexte delearning management
Pour le learning management system (LMS), il s’agit d’une ressource à charger dans le navigateur sans l’API SCORM car l'actif numérique ne communique pas avec le LMS. Un actif peut être utilisé dans les règles de séquencement avec SCORM 2004.

## Dans un contexte de gestion de configurations
Dans une base de données de gestion de configuration (CMDB), un actif numérique est un composant du système d'information (CI, configuration item) qui possède une valeur pour l'entreprise, qui peut être géré et qui possède un cycle de vie).

## Jeu vidéo
Un actif numérique est une ressource informatique du jeu vidéo. Il s'agit de fichiers son, image, texte et vidéo qui composent un jeu.

## Streaming
Dans le contexte du streaming en ligne, un actif, communément appelé asset, correspond à un élément graphique utilisé pour enrichir le contenu diffusé ou séparer des éléments distincts.